# Gamla bron
Gamla bron (Öreg híd) Umeå legrégebbi fennmaradt hídja az Ume-folyó fölött Svédországban. 301 méter hosszú.

## Története
A hidat 1863-ban nyitották meg, és hosszú ideig az utazóknak hídvámot kellett fizetniük a használatáért. Alig egy évtizeddel később az eredeti faszerkezetet ki kellett cserélni. 1894-95-ben acélból építették újra és ezzel a híd elnyerte jelenlegi formáját.

## A híd ma
Ma a híd csak gyalogosok és kerékpárosok részére van nyitva. 2013-ban hibákat fedeztek fel, amiket javítani szükséges.

## Fordítás
- Ez a szócikk részben vagy egészben  a   Gamla bron című angol Wikipédia-szócikk ezen változatának fordításán alapul.  Az eredeti cikk szerkesztőit annak laptörténete sorolja fel. Ez a jelzés csupán a megfogalmazás eredetét és a szerzői jogokat jelzi, nem szolgál a cikkben szereplő információk forrásmegjelöléseként.